# James Lauf
James George Lauf (Baltimore, 1 de novembro de 1927) é um ex-ciclista olímpico estadunidense. Representou sua nação na prova de perseguição por equipes (4.000 m) nos Jogos Olímpicos de Verão de 1952.